# Boulevard des Laurentides
Le boulevard des Laurentides est une artère d'orientation nord-sud située à Laval. Une partie de ce boulevard est un segment de la route 335.

## Situation et accès
Le boulevard a une longueur d'environ 13,3 km. Sa largeur varie entre deux à cinq voies. Sur quelques kilomètres, il possède une voie centrale réservée au virage à gauche.
Il débute au nord, à l'intersection de l'avenue Papineau, en tant que prolongement du boulevard des Mille-Îles. Sur son parcours, le boulevard croise entre autres le boulevard Sainte-Rose / avenue des Perron, le boulevard Dagenais, l'autoroute Jean-Noël-Lavoie, le boulevard Saint-Martin, le boulevard de la Concorde et le boulevard Cartier. Arrivé à son extrémité sud, il se termine en franchissant le pont Viau sur la rivière des Prairies. Au-delà de la rivière, sur l'île de Montréal, le boulevard devient la rue Lajeunesse.

## Origine du nom
Le nom évoque la région des Laurentides.

## Historique
La route est tracée en 1890, permettant la traversée nord-sud de l'île Jésus en son centre, entre la rivière des Prairies et la rivière des Mille-Îles.
La route a porter auparavant différents noms dont celui de montée Sainte-Rose, puisqu'elle conduisait à Sainte-Rose. Au cours du XXe siècle, elle devient le boulevard Taschereau,  en hommage au premier ministre Louis-Alexandre Taschereau, à la suite de l'aménagement de la route en boulevard urbain suivant la popularisation de l'automobile. Un changement de nom est proposé en octobre 1954 afin d'éviter une confusion avec un autre boulevard Taschereau, situé sur la rive sud de Montréal.
Le boulevard est nommé ainsi depuis 1955. Son nom est officialisé par la Commission de toponymie du Québec le 6 septembre 1989.
Avant l'inauguration de l'autoroute des Laurentides en 1958, le boulevard des Laurentides est le principal axe routier entre les Laurentides et Montréal.